# Koenraad II met de Bult

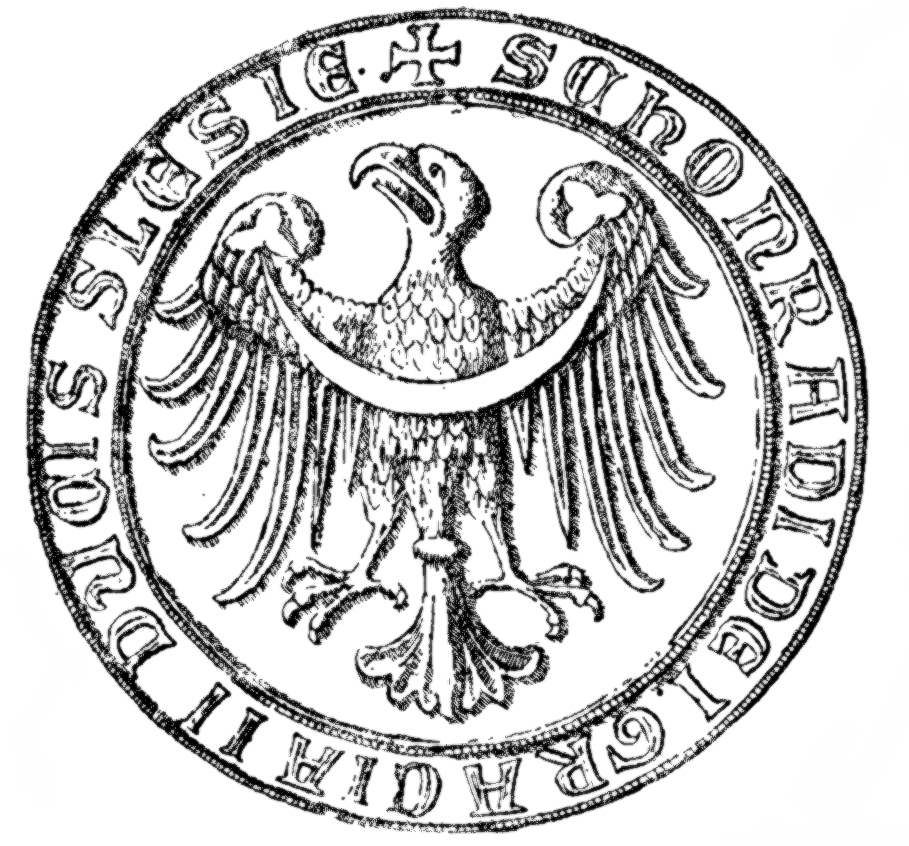
het wapen van Koenraad

Koenraad II met de Bult (circa 1260/1265 - 11 oktober 1304) was van 1278 tot 1284 hertog van Ścinawa, van 1284 tot 1304 hertog van Żagań, en in 1299 korte tijd patriarch van Aquileja. Hij behoorde tot de Silezische tak van het huis Piasten.

## Levensloop
Hij was de tweede zoon van hertog Koenraad I van Glogau en Salomea van Groot-Polen, dochter van hertog Wladislaus Odonic van Groot-Polen.
In 1267 werd hij voor het eerst in geschriften vermeld toen hij aanwezig was bij de ceremonie van de heiligverklaring van zijn betovergrootmoeder langs vaderkant Hedwig van Andechs. In 1277 nam hij dan weer samen met zijn oudere broer Hendrik III deel aan de Slag bij Stolec, die uitdraaide in een enorme nederlaag voor de Poolse troepen. Kort daarna werd Koenraad naar Bologna gestuurd, waar hij ging gaan studeren om later belangrijke geestelijke functies te gaan uitoefenen.
In 1274 overleed zijn vader, waarna zijn oudere broer Hendrik III het hertogdom Glogau erfde. In 1278 verdeelde Hendrik III het hertogdom tussen hem en zijn twee jongere broers. Hierbij behield Hendrik III het gebied rond de stad Glogau, terwijl Koenraad II het gebied rond Ścinawa en Przemko het gebied rond Żagań verwierf. Omdat Koenraad door zijn studies in Bologna afwezig was, werd zijn hertogdom voorlopig geregeerd door hertog Hendrik IV van Silezië. Toen hij in 1280 terugkwam, weigerde Hendrik IV echter om het hertogdom Ścinawa terug af te staan aan Koenraad. Nadat bisschop Thomas II Zaremba van Breslau hem onder druk zette, erkende Hendrik IV uiteindelijk dat het hertogdom Ścinawa aan Koenraad toebehoorde.
Na zijn terugkeer oefende Koenraad II ook kerkelijke posities uit. In 1281 werd hij tot proost van Lebus benoemd en in 1287 werd hij met de hulp van bisschop Thomas II Zaremba proost van Breslau. Na de dood van Thomas II Zaremba was Koenraad II in 1292 kandidaat om bisschop van Breslau te worden, wat echter door verzet van de kapittel niet doorging.
In 1284 verwisselden Koenraad II en zijn jongere broer Przemko hun gebieden: Koenraad II nam het hertogdom Żagań over en schonk het hertogdom Ścinawa aan Przemko en omgekeerd. Mogelijk gebeurde dit onder druk van Hendrik IV van Silezië, wiens gebied aan het hertogdom Ścinawa grensde en die Przemko betrouwbaarder vond als heerser van dit hertogdom. 
De relatie tussen Koenraad II en zijn oudere broer Hendrik III was eerder dubbelzinnig. Aanvankelijk konden de broers het goed vinden. Toen zijn jongere broer Przemko in 1289 zonder nakomelingen sneuvelde in de slag bij Siewierz, steunde Koenraad II de overname van het hertogdom Ścinawa door Hendrik III. Dit gebied werd echter onmiddellijk ingenomen door Hendrik IV van Silezië. Ook steunde Koenraad zijn broer in zijn gesprekken met hertog Przemysł II van Groot-Polen en in zijn oorlogen met hertog Hendrik V van Liegnitz. 
In 1296 kwam er echter een breuk tussen de broers. Koenraad II had vernomen dat zijn broer steeds meer invloed begon uit te oefenen op de Groot-Poolse politiek en steunde de militaire expeditie tegen zijn broer die geleid werd door hertog Bolko I van Schweidnitz. Uiteindelijk sloten Bolko I en Hendrik III een akkoord, waarbij Hendrik III de steden Lubina en Wińsko aan Koenraad moest afstaan.
Op 5 maart 1299 kreeg Koenraad II een grote mogelijkheid wat zijn kerkelijke loopbaan betrof. Dankzij de invloed van zijn schoonbroer, graaf Albert I van Gorizia, was hij namelijk tot patriarch van Aquileja verkozen. Koenraad oefende de functie echter nooit uit. Toen hij op weg was naar Aquileja, kreeg hij in Wenen te horen dat paus Bonifatius VIII zijn verkiezing weigerde goed te keuren. Hierna keerde hij terug naar Polen.
Terug in Żagań eiste Koenraad de heerschappij over zijn gebieden terug, die tijdens zijn aanwezigheid naar zijn broer Hendrik III was gegaan. Hendrik weigerde en liet Koenraad gevangenzetten. De adel van Żagań, Bolko I van Schweidnitz en bisschop Johan III Romka van Breslau kwamen echter tussen en Hendrik III werd geëxcommuniceerd en zijn gebieden werden onder interdict geplaatst. Uiteindelijk kreeg Koenraad II zijn vrijheid en zijn gebieden terug, maar de relatie met zijn oudere broer bleef tot aan zijn dood in 1304 zeer slecht. Hij werd begraven in de cisterciënzersabdij van Leubus en het hertogdom Żagań ging naar zijn broer Hendrik III.